# Circuit Paul Armagnac
El Circuit Paul Armagnac, conegut també com a Circuit de Nogaro, és un circuit de curses situat al municipi de Nogaròu (en francès, Nogaro), al departament del Gers, a la Gascunya. El nom és un homenatge al pilot de Nogaro Paul Armagnac, que es va morir en un accident al circuit de Montlhéry durant els entrenaments dels 1000 km de París de 1962.

## Història

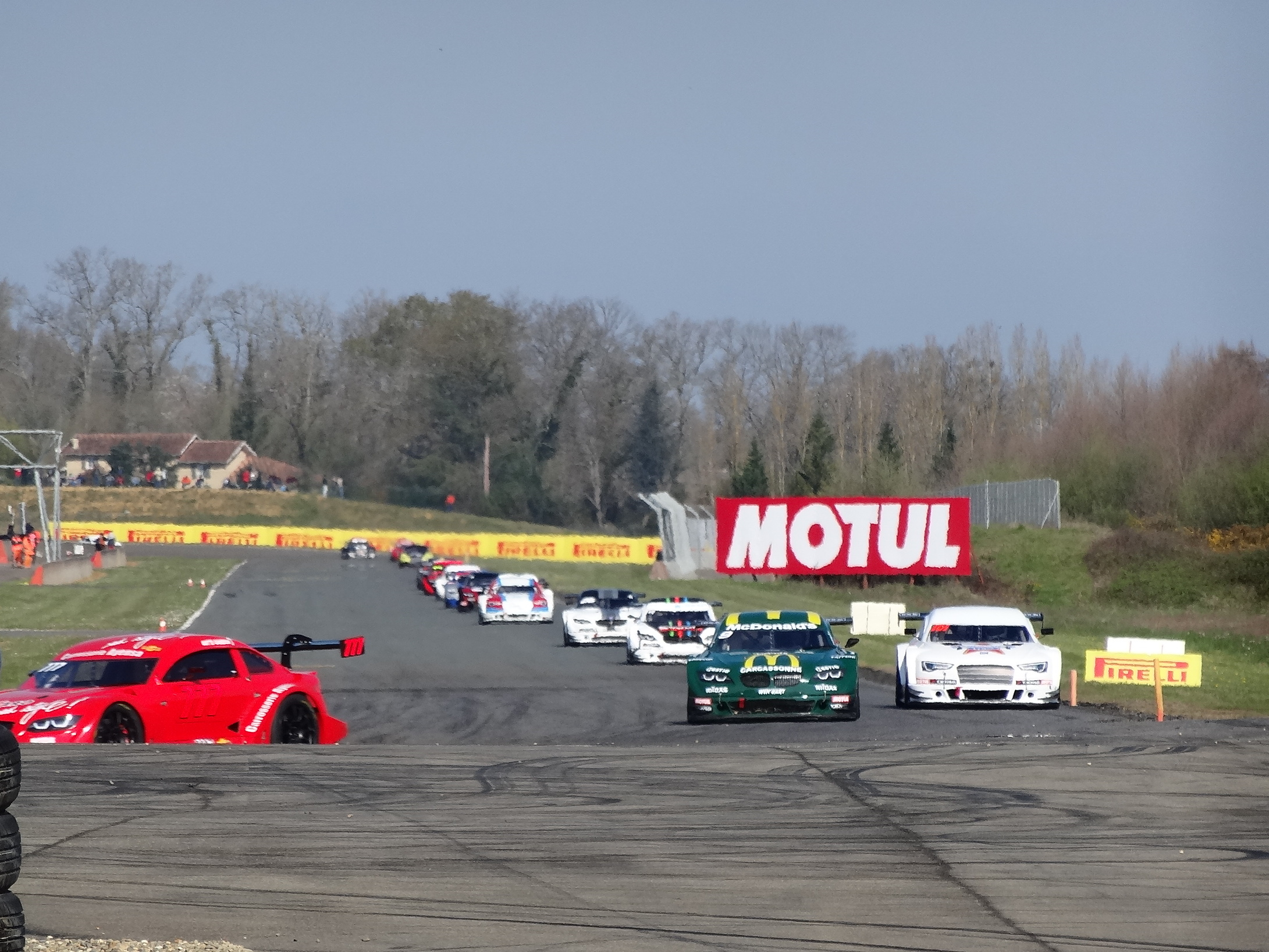
Cursa del campionat de França de Superturisme al circuit el 2015

Les primeres curses d'esports de motor a Nogaro es van organitzar quan Paul Armagnac i Robert Castagnon van crear l'Association Sportive Automobile de l'Armagnac. El 1953 es va celebrar en un circuit urbà per la via pública dels voltants de Nogaro el Rallye de l'Armagnac. La preocupació per la seguretat pública després del desastre de Le Mans de 1955 va fer que el nombre de curses en circuits urbans europeus davallés considerablement. Llavors es va projectar un circuit de curses permanent a la zona i la construcció en va començar el 1959 en un lloc proper a l'Aeròdrom de Nogaro.
El nou autòdrom es va inaugurar el 3 d'octubre de 1960 i va ser el primer circuit de curses permanent (construït específicament amb aquesta finalitat) de França. La primera cursa que s'hi celebrà va ser el Gran Premi de Nogaro per a cotxes de Fórmula Junior, que va guanyar Bruno Basini. Amb una longitud inicial d'1,752 km, la pista es va ampliar els anys 1973 i 1989 fins a arribar als actuals 3,636 km. El 2007, el circuit es va modernitzar tot construint-hi una nova torre de control, una nova pista de boxs i eixamplant-ne l'amplada a 12 m.
De 1975 a 1978, el recinte va acollir curses del campionat de Fórmula 2. També va acollir el Gran Premi de França de motociclisme els anys 1978 i 1982. De 1985 a 1988, Nogaro també va acollir el Campionat d'Europa de turismes.

## Característiques

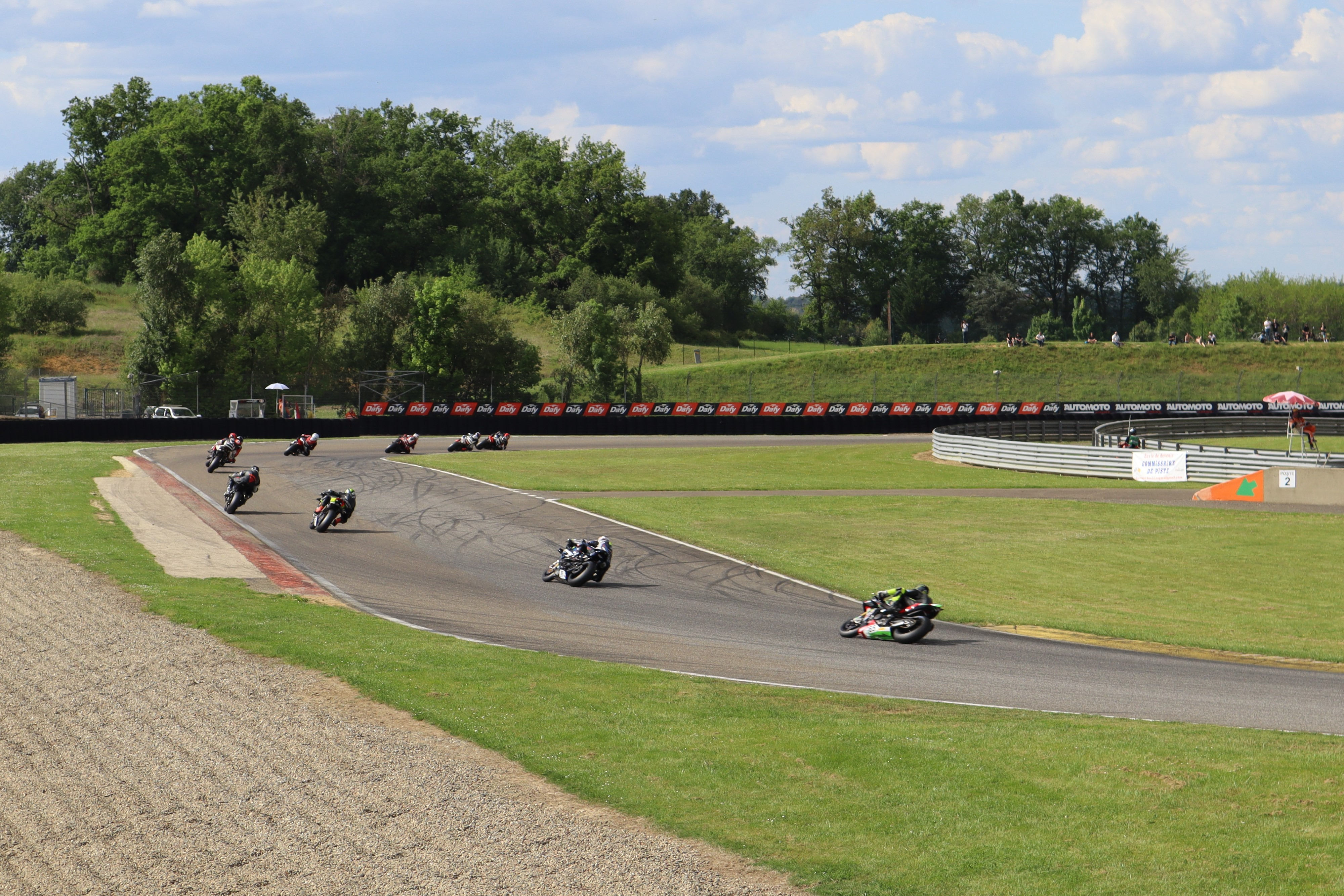
Els revolts 2 i 3 del circuit

La pista és relativament plana, amb un desnivell positiu de 6 m. S'hi corre en sentit horari i consta de dues rectes llargues: la principal, de 0,950 km (que porta el nom del constructor de motocicletes de Nogaro Claude Fior) i la de l'aeròdrom, gairebé paral·lela, que s'enllaça per mitjà de trams de diversos revolts lents. La recta de l'aeròdrom passa al costat del veí aeròdrom de Nogaro.
El traçat del circuit té fama de ser molt tècnic. Segons el pilot francès Soheil Ayari, «el circuit Paul Armagnac de Nogaro és molt interessant perquè com poques altres pistes reuneix tot tipus de revolts: ràpids, tècnics o pensats per afavorir els avançaments.»